# 1624 w polityce

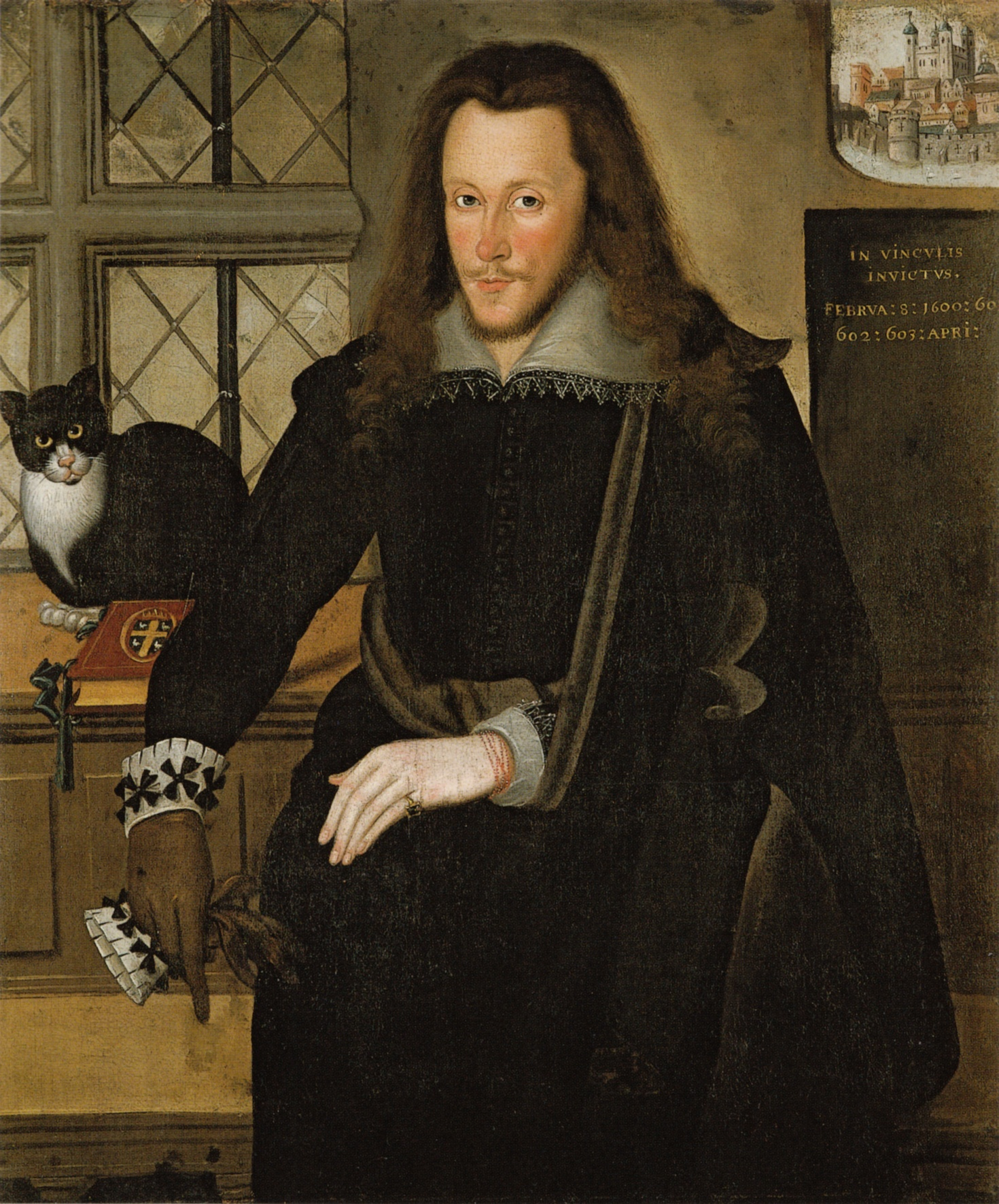
Henry Wriothesley

Wydarzenia polityczne w 1624 roku.

## Wydarzenia
- Kardynał Armand Jean Richelieu został pierwszym ministrem króla Ludwika XIII[1].

## Zmarli
- 10 listopada Henry Wriothesley, 3. hrabia Southampton, mecenas Williama Szekspira[2][3].